# Nanxi (rivière)
Pour les articles homonymes, voir Nanxi.
Ne doit pas être confondu avec Nanxi (rivière, Yunnan).
La Nanxi (chinois simplifié: 楠溪江; chinois traditionnel : 楠溪江 ; pinyin: nán xī jiāng) est une rivière de la province chinoise du Zhejiang et l'un des principaux affluents du fleuve Ou.

## Géographie
Longue de 145km, elle coule notamment entre les monts Yandang à l'est et les monts Kuocang à l'ouest.

## Tourisme
Le parc paysager de la rivière Nanxi (楠溪江风景名胜区) a été proclamé parc national le 1er août 1988.
Le parc a été inscrit sur la liste du patrimoine mondial de l'UNESCO en 2001.